# Магазинер Яків Самійлович
Я́ків Самі́йлович Магази́нер (11 жовтня (23 жовтня) 1883, Звенигородка, нині Черкаської області — 30 травня 1941, Київ) — український скрипаль, педагог. Заслужений діяч мистецтв УРСР (1938).

## Біографія
Вчився в Одеському музичному училищі в класі А. Фідельмана та у Лейпцизькій консерваторії у професора Г. Зітта. Після закінчення Петербурзької консерваторії (клас професора І. Налбандяна) викладав у Ризькій консерваторії. Від 1913 року — концертмейстер оркестру С. Кусевицького. Від 1917 року жив і працював у Києві .
Від 1922 року — професор Київської консерваторії.
Магазинер виховав плеяду високоталановитих музикантів, які в своїй діяльності продовжили виконавські та педагогічні традиції класу вчителя. Серед них; заслужені артисти УРСР Н. Будовський (Київ) і Д. Шейнін (Донецьк), лауреат Першого всесоюзного конкурсу Б. Притикіна, професор Ризької консерваторії С. Кавун, диригент С. Фельдман (Куйбишев, нині Самара), талановиті педагоги І. Гутман, І. Кривицький, О. Лисаковський, Л. Бендерський, В. Зельдіс, Олександр Вайсфельд .

## Джерело
- УРЕ [Архівовано 5 березня 2016 у Wayback Machine.]